# Nu te lăsa niciodată
Nu te lăsa niciodată (titlul original: în engleză Never Let Go) este un film polițist-dramatic britanic, realizat în 1960 de regizorul John Guillermin, bazat pe o povestire a lui John Guillermin și Peter De Sarigny, protagoniști fiind actorii Richard Todd, Peter Sellers, Elizabeth Sellars și Adam Faith. 

## Rezumat
Londra în 1960. Când vânzătorul de produse cosmetice John Cummings își părăsește seara după muncă compania, mașina lui nou-nouță tocmai a fost furată. Noul șef al companiei de cosmetice este extrem de nemulțumit de cifrele sale recente de vânzări și ar dori să-l înlocuiască cât mai repede cu un concurent din cadrul companiei mai tânăr și mai ambițios. Cummings, care se află sub o presiune financiară și psihologică enormă din cauza situației tensionate din companie, îl întreabă cu disperare pe bătrânul vânzător de ziare Barnes, care a asistat involuntar la furtul automobilului, dar acum se preface că nu a văzut nimic de frica consecințelor. Cu toate acestea, Cummings nu crede cu adevărat declarația sa și în schimb informează poliția despre crimă. Soția sa Anne îl așteaptă acasă și reacționează la știrile soțului ei dezamăgită. De mult a devenit resemnată la numeroasele vise nerealiste ale soțului ei în ce privește un progres material și vede această nouă speranță zadarnică pentru un viitor mai bun. 
Cummings încearcă să convingă poliția de necesitatea urgentă de a-și recupera mașina, dar se lovește de stresul cotidian al ofițerilor de la poliție. Fără mașină, lucrurile se înrăutățesc la locul de muncă, adesea întârzie la lucru și vizitele la clienți devin din ce în ce mai nesatisfăcătoare. Noul său angajator îi pune în curând pistolul în piept. Condus de temeri existențiale, Cummings decide să se ocupe el însuși de cazul furtului. Îl vizitează din nou pe bătrânul vânzător de ziare și reușește să-l facă să-i dea din milă un pont: un băiat pe nume Tommy Towers achiziționează mașini noi pentru proprietarul de garaj lipsit de scrupule, Lionel Meadows, le revopsește și le pune plăcuțe de înmatriculare false, pentru a le vinde apoi ca noi la un preț mare noilor clienți.
Când Cummings îl întâlnește pe Towers într-un bar și încearcă stânjenit să-l descoase, aceasta îl lasă rece și pleacă, bătându-și joc mai întâi de el împreună cu gașca lui. Ca pedeapsă, tânărul Towers devastează apartamentul vânzătorului de ziare. Imediat în dimineața următoare, Towers îl informează pe șeful său Meadows că poliția l-a interogat pe Barnes. Meadows este atât de furios încât îl pedepsește pe Towers pentru acțiunile sale stângace. Jackie, care ar prefera de fapt să fie iubita lui Tommy, cu care are aceeași vârstă, dar trăiește sub același acoperiș cu omul de afaceri Meadows, a văzut totul și este îngrozită de comportamentul nesăbuit al iubitului ei.
Întrucât Meadows știe că bătrânul Barnes a văzut incidentul și ar putea vorbi, își propune să-l reducă la tăcere. Cummings, care urmărește barul din cauza lui Tommy, îl vede pe Meadows vorbind mai întâi cu cineva la chioșcul de ziare și apoi dispărând în apartamentul lui Barnes. Puțin mai târziu când vede poliția sosind și corpul lui Barnes, care ar fi murit din cauza asfixierii cu gaz este scos din casă, se întoarce la inspectorul Thomas cu observațiile sale. Amândoi vizitează pe Meadows în garaj. În timpul interogatoriului însă, acesta se prezintă ca un om de afaceri integru, astfel încât inspectorul și Cummings trebuie să plece din nou fără nicio dovadă concretă.
Seara, Cummings decide să facă o vizită la garajul lui Meadows, deoarece crede că mașina furată este acolo. Intră noaptea în casa lui Meadows, dar este prins în flagrant și bătut cu brutalitate de gorilele acestuia. Jackie, care a văzut totul, este șocată. Cummings, care își tratează rănile acasă împreună cu soția sa Anne, se vede din ce în ce mai la ananghie. Cu locul de muncă moștenit de un coleg ambițios de la serviciu, renunță la meseria de vânzător de produse cosmetice. Dar în curând își dă seama că fără mașină nu are nicio perspectivă de a-și găsi un nou loc de muncă. Încearcă încă o dată să implice mai mult poliția, dar este refuzat din nou.
Jackie, care se teme din ce în ce mai mult de temperamentul impulsiv al lui Meadow, fuge în apartamentul lui Tommy. Când Meadows merge a doua zi să o ia pe Jackie de la Tommy, Cummings îl vede intrând în apartament. În timp ce Jackie fuge jos, este luată în custodie de Cummings care o duce cu un taxi la soția sa Anne, în timp ce Meadows îi dă lui Tommy o lecție brutală din mânie față de tânărul său rival nedorit. Bodyguardul lui Meadows, Cliff, care a observat plecarea lui Cummings și Jackie, raportează acest lucru șefului său. Cummings conduce la apartamentul lui Cummings înfuriat. Acolo situația escaladează aproape fatal, dar zgomotul și țipetele, precum și faptul că Anne este pe cale să alerteze poliția, îl descurajează pe Meadows în ultima secundă.
Inspectorul Thomas îl vizitează acum pe Meadows pentru a clarifica lucrurile. Cu toate acestea, Meadows este sfidător și neînduplecat. Cummings, care insistă să investigheze garajul, este reținut de inspector sub amenințare cu arestare. Inspectorul este interesat nu doar de una, ci de 100 de mașini furate și vrea să-l tragă la răspundere pe Meadows pentru toate crimele sale anterioare și să-l pună mulți ani după gratii.
Acasă, Cummings față în față cu soția sa disperată se confruntă cu alegerea între ea și copii sau mașină, dar care acum este complet lipsită de valoare pentru ea, trebuie să ia o decizie de viață. Pentru a nu-și pierde respectul de sine, se duce noaptea în garajul lui Meadows, unde crede că se află mașina sa. Meadows, care este deja în apă până la gât și care se simte din ce în ce mai abandonat de ajutoarele sale, vrea să se socotească cu Cummings, care i-a pus poliția în cârcă. Îl așteaptă pe Cummings în garajul lui unde are loc duelul final. Cummings reușește să-l învingă pe Meadows într-o luptă până la moarte. În ultimul moment, poliția, informată de Jackie și Tommy, ajunge la fața locului și poate în sfârșit să-l aresteze pe Meadows pe baza dovezilor și a mărturisirilor pe care le-a adunat între timp. Acasă, Cummings găsește un apartament gol dar Anne se întoarce curând la soțul ei.

## Distribuție
- Richard Todd – John Cummings
- Peter Sellers – Lionel Meadows
- Elizabeth Sellars – Anne Cummings
- Adam Faith – Tommy Towers[2]
- Carol White – Jackie
- Mervyn Johns – Alfie Barnes
- Noel Willman – inspectorul Thomas
- David Lodge – Cliff
- Peter Jones – Alec Berger
- John Bailey – Mackinnon
- Nigel Stock – Regan
- John Le Mesurier – Pennington
- John Dunbar – sergentul secției de poliție
- Charles Houston – Cyril Spink
- Cyril Shaps – Cypriot
- Dorothy Gordon – Typist
- Mignon O'Doherty – Manageress
- Maureen Connell – Stores Girl
- Marianne Stone – Madge